# Comerica Bank Challenger 2009
Il Comerica Bank Challenger 2009 è un torneo professionistico di tennis maschile giocato sul cemento, che faceva parte dell'ATP Challenger Tour 2009. Si è giocato ad Aptos negli USA dal 13 al 19 luglio 2009.

## Partecipanti

### Teste di serie
| Nazionalità | Giocatore        | Ranking* | Testa di serie |
| ----------- | ---------------- | -------- | -------------- |
| Stati Uniti | Kevin Kim        | 81       | 1              |
| Italia      | Flavio Cipolla   | 103      | 2              |
| Stati Uniti | Wayne Odesnik    | 106      | 3              |
| Thailandia  | Danai Udomchoke  | 110      | 4              |
| Francia     | Arnaud Clément   | 128      | 5              |
| India       | Somdev Devvarman | 132      | 6              |
| Australia   | Chris Guccione   | 137      | 7              |
| Stati Uniti | Donald Young     | 152      | 8              |

- Ranking al 6 luglio 2009.

### Altri partecipanti
Giocatori che hanno ricevuto una wild card:
- Lester Cook
- Alex Kuznetsov
- Phillip Simmonds
- Brad Weston

Giocatori passati dalle qualificazioni:
- Nick Lindahl
- Tobias Kamke
- Yūichi Sugita
- Takao Suzuki

## Campioni

### Singolare
Chris Guccione ha battuto in finale  Nick Lindahl con il punteggio di 6–3, 6–4

### Doppio
Carsten Ball /  Chris Guccione hanno battuto in finale  Sanchai Ratiwatana /  Sonchat Ratiwatana con il punteggio di 6–3, 6–2